# Ordinul de Familie „Custodele Coroanei Române”
Ordinul de Familie „Custodele Coroanei Române” este o distincție acordată de Majestatea Sa Margareta, Custodele Coroanei, actualul Suveran al Casei Regale a României, continuând tradiția Ordinului Casei Regale și a ordinelor familiilor regale europene. Aceasta poate fi acordată fără limită de număr membrilor Familiei Regale, rudelor apropiate ale Suveranului, precum și membrilor altor Familii Regale din întreaga lume.
Ziua Medaliei de Familie este aceeași cu cea a Medaliei „Custodele Coroanei române”, fiind celebrată pe 3 mai, data nașterii Reginei-Mamă Elena a României. 
La data emiterii prezentului decret din 10 mai 2024, toate Medaliile „Custodele Coroanei române” acordate anterior ca Ordin de Familie, inclusiv cea purtată de Custodele Coroanei, sunt convertite de drept în Medalia de Familie. Astfel, locurile eliberate devin disponibile în cadrul numărului statutar al Medaliei „Custodele Coroanei române”.  

## Descriere
Medalia are o formă ovală, cu dimensiunile de 40 x 30 mm, și este realizată din argint cu o puritate de 925‰, placat cu aur. Pe avers este reprezentat profilul Custodelui Coroanei, înconjurat de inscripția „MARGARETA, CUSTODELE COROANEI ROMÂNE” în partea superioară, iar în partea inferioară, între două puncte, este gravat anul instituirii medaliei. Pe revers este imprimată cifra Custodelui Coroanei, formată din litera „M” surmontată de o coroană.
Deasupra ovalului se află Coroana Regală, prinsă printr-un anou de o panglică din moar albastru, cu margini argintii. Pentru bărbați, panglica este de formă dreptunghiulară, iar pentru femei, are forma unei funde cu nod. Distincția se poartă pe partea stângă a pieptului, asemenea unei broșe.
Suveranul Casei Regale poartă un exemplar distinct al medaliei, placat cu aur alb și încrustat cu safire. Pe fundă este inscripționat numărul de ani scurși de la revenirea Familiei Regale în România, din 1990, actualizat o dată la fiecare cinci ani.

## Personalitățile învestite
Anul 2015
1. MS Margareta, Custodele Coroanei (exemplarul Suveranului Casei Regale a României)
2. ASR Principele Radu al României
3. ASR Principesa Sofia a României
4. ASR Principesa Maria a României
5. Domnul Nicolae de Roumanie Medforth-Mills
Anul 2016
6. ASR Principesa Elena a României
7. ES domnul Alexander Philips Nixon
Anul 2017
8. ASR Principesa Irina a României
Anul 2018
9. Profesorul Gabriel-Dan Duda
Anul 2024
10. ASR Principesa Muna Al Hussein a Iordaniei